# إدوارد بي هرت
إدوارد بي هرت (بالإنجليزية: Edward P. Hurt)‏ هو لاعب كرة قدم أمريكية أمريكي، ولد في 12 فبراير 1900 في بروكنيال في الولايات المتحدة، وتوفي في 24 مارس 1989 في بالتيمور في الولايات المتحدة.

## وصلات خارجية
- إدوارد بي هرت على موقع الاتحاد الأمريكي لسباقات المضمار والميدان، قاعة المشاهير (الإنجليزية)